# 矛

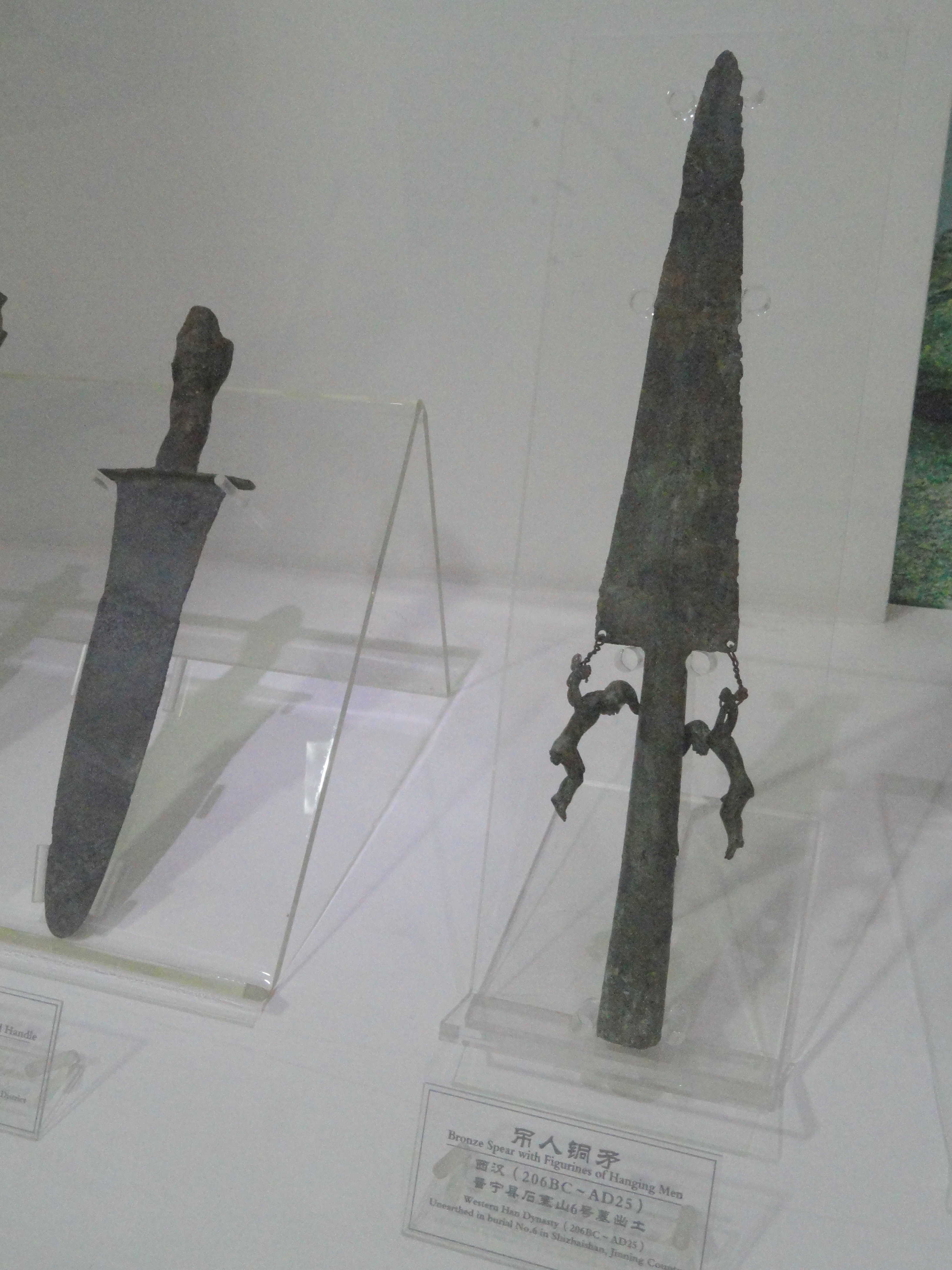
青銅矛頭（圖右）。

矛是一種用於刺擊的長柄武器，與鈹（頭端以莖接柄）、槍、槊是幾乎相同的長柄兵器，但也有說法是矛與槍、鈹有型制上的差異，例如矛與槍差異在頭端樣式，矛與鈹差異在接柄的方式。
矛這個名稱出現較早，自商代就開始使用，鈹在東周出現，而槍、槊則到漢代才開始使用，隋唐之後矛槍混稱不做區隔。中國的歷史上以矛來稱的長柄武器最長有到5.6公尺，以槍來稱的長柄武器最長有做到8公尺的長度。

## 延伸阅读
[在维基数据编辑]
 《欽定古今圖書集成·經濟彙編·戎政典·戈矛部》，出自陈梦雷《古今圖書集成》